# Olena Kunze

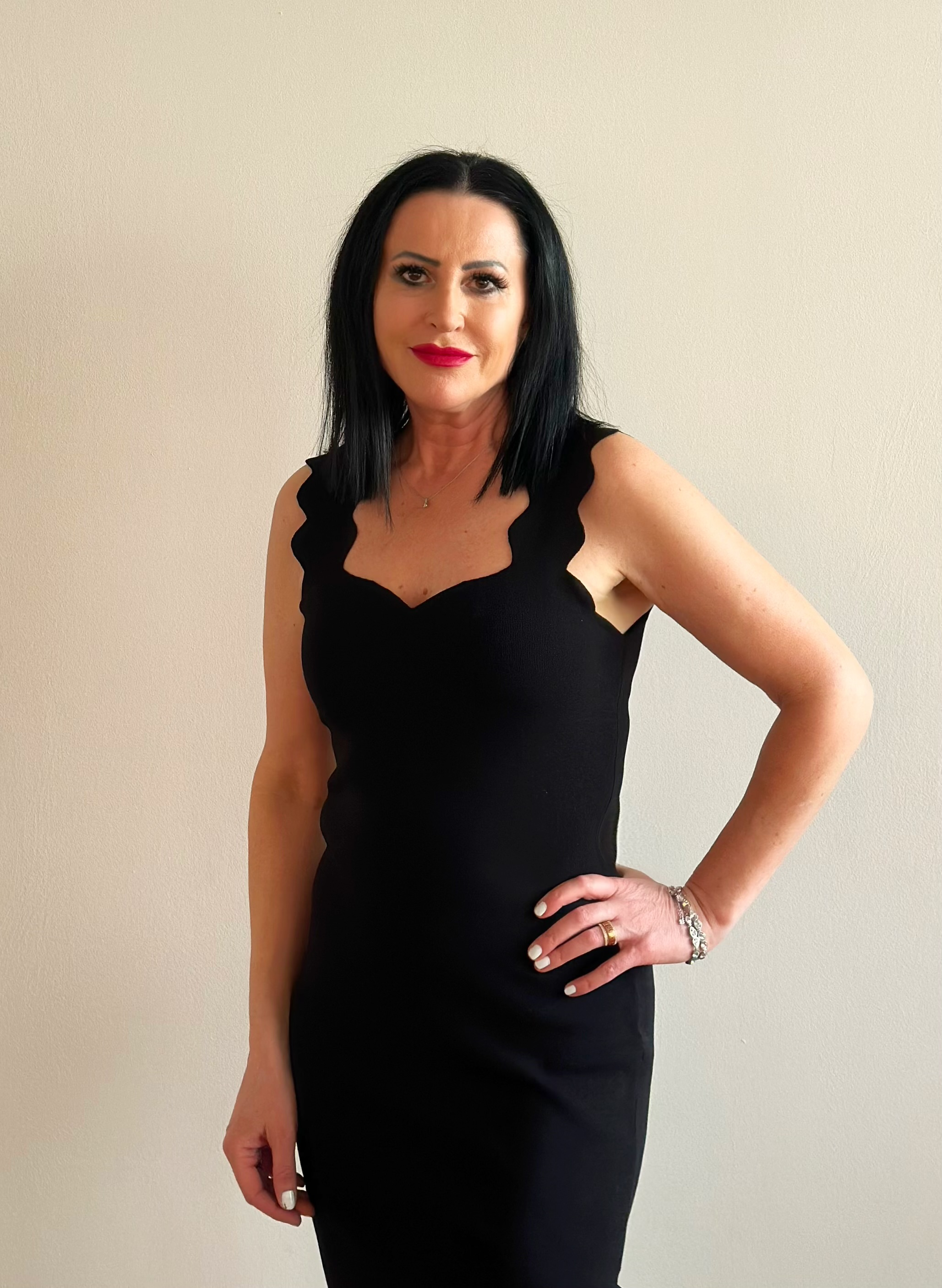
Olena Kunze, 2024

Olena Kunze (* 1975 in Uman, Ukrainische SSR als Olena Tkatschuk) ist eine ukrainische Komponistin, Autorin, Klavierpädagogin und Unternehmerin. 

## Leben
Olena Kunzes Liebe zur Musik entwickelte sich bereits in frühester Kinderzeit. Mit sechs Jahren begann ihre klassische Klavierausbildung an der staatlichen Musikschule in Uman. Von 1982 bis 1990 besuchte sie die heutige „Uman Town Gymnasia-school of Aesthetic Education“ und im Anschluss (1990 bis 1995) absolvierte sie ein Studium zur Musikpädagogin an der Musikfachschule „P. D. Demuzkyi“ für Klavier und Musiktheorie, Uman „Umans‘ke Oblasne Muzychne Uchylyshche Im.p.d.demuts‘koho“. In dieser Zeit beschäftigte sie sich auch erstmals mit eigenen Kompositionen.
2000 übersiedelte Olena Kunze nach Deutschland und arbeitet seither als Klavierpädagogin und Autorin. Neben ihrer pädagogischen Arbeit komponiert und arrangiert Olena Kunze zahlreiche Musikstücke für das Klavier.
Seit 2011 besitzt sie die deutsche Staatsbürgerschaft. Im November 2012 erhielt sie die offizielle Anerkennung ihres Diploms von Landesinstitut für Schulqualität und Lehrerbildung Sachsen-Anhalt (LISA). Seit 2013 leitet sie ihre Privatklavierschule Sonate in Halle (Saale).
Zur Förderung jugendlicher Nachwuchstalente organisiert Olena Kunze mehrmals jährlich kostenfreie Klavierkonzerte. Im Mai 2022 veranstaltete sie auf Eigeninitiative ein Benefizkonzert zur Hilfe für die Kriegsopfer in der Ukraine.

## Ehrungen
Im Februar 2023 bekam Olena Kunze die Ehrenurkunde der Industrie- und Handelskammer Halle-Dessau als Anerkennung ihrer 10-jährigen erfolgreichen unternehmerischen Tätigkeit.
Zu Präsentationen ihrer Buchveröffentlichungen ist sie regelmäßig Gast im Literaturhaus in Halle (Saale).

## Publikationen
- Freddy der Frosch. 2014, 2. Auflage 2020, ISMN 979-0-50104-355-2 (Suche im DNB-Portal)
- Painted Melody. 2018, ISMN 978-3-00-058550-0 (Suche im DNB-Portal)
- Vierhändespiel am Klavier. 2019, ISMN 979-0-50104-350-7 (Suche im DNB-Portal)
- Kleine Musiklehre. 2020, ISMN 979-0-50104-359-0 (Suche im DNB-Portal)
- Music of Silence. 2021, ISMN 979-0-50104-365-1 (Suche im DNB-Portal)
- Vocals of the Leaves. 2023, ISMN 979-0-50237-024-4 (Suche im DNB-Portal)

## Diskografie
- Album / CD Painted Melody. 2017.[6][7]
- Album Vocals of the Leaves. 2023.[8][9]